# Chris Paddack
Christopher Joseph Paddack (Austin, Texas, 8 de enero de 1996), más conocido como Chris Paddack, es un jugador profesional estadounidense de béisbol que se desempeña en la posición de lanzador en Minnesota Twins, equipo de las Grandes Ligas de Béisbol (MLB).

## Carrera
Paddack hizo su debut en la MLB con el equipo San Diego Padres, en el cual jugó tres temporadas (2019-2021), después pasó a Minnesota Twins, donde lleva jugando tres temporadas.